# Nationale Signals Intelligence Organisatie

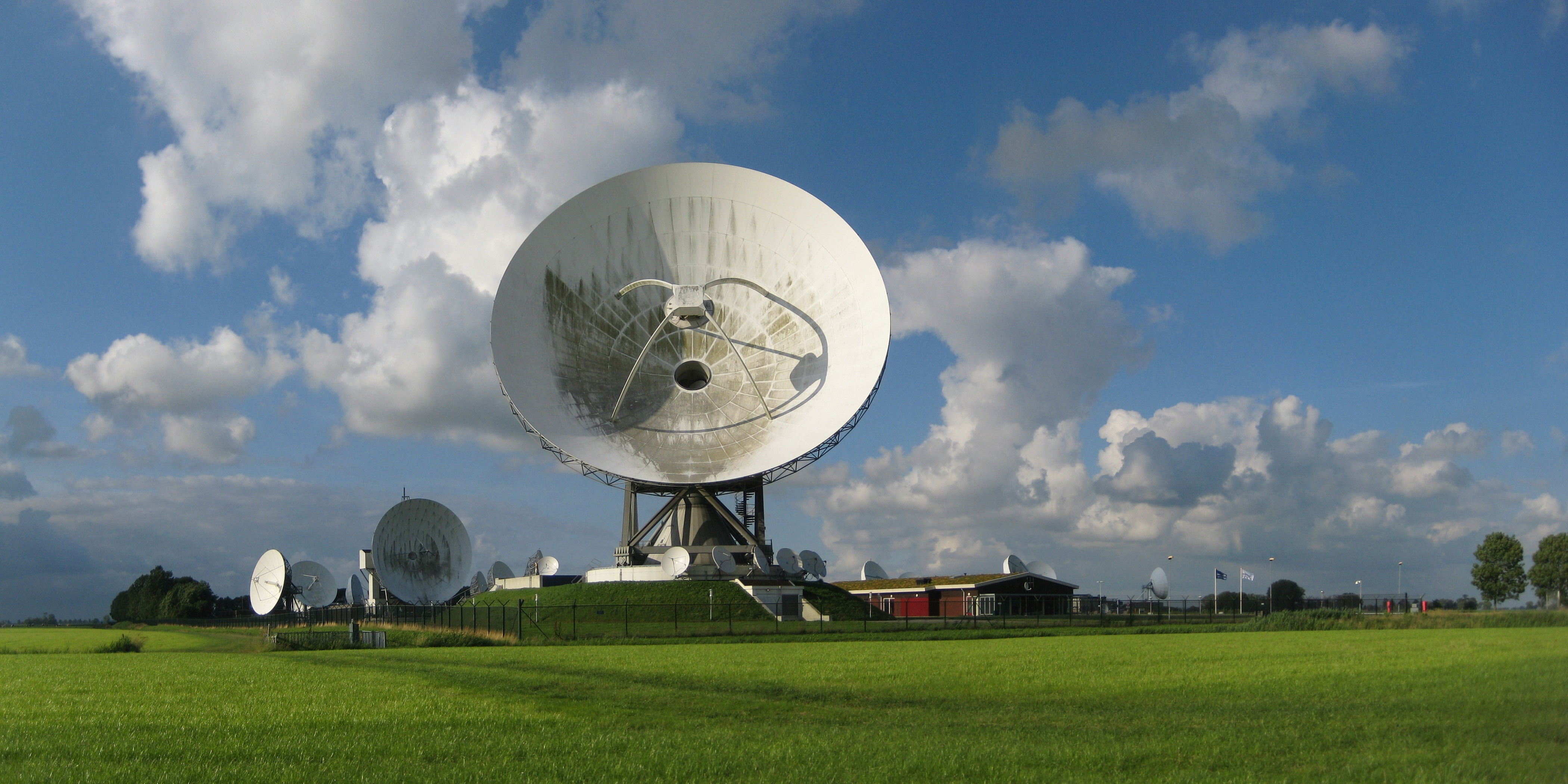
NSO-Bodenstation innerhalb It Grutte Ear nahe Burum (2012)

Die Nationale Signals Intelligence Organisatie (NSO), auch verkürzt zu Nationale Sigint Organisatie, war eine niederländische Organisation zur Überwachung der Funk- und Satellitenkommunikation im Auftrag der Geheimdienste AIVD und MIVD. Zu diesem Zweck verfügte die NSO über eine Bodenstation für den Satellitenempfang in Burum und eine Funküberwachungsstation in Eibergen. Die NSO wurde 2003 gegründet und 2007 in Betrieb genommen. Am 15. Juni 2014 fusionierte es zur neuen Joint Sigint Cyber Unit (JSCU).

## Gründung
Die Organisation wurde in Folge der Terroranschläge am 11. September 2001 eingerichtet. Dieses Ereignis veranlasste die niederländische Regierung einen Aktionsplan zur Bekämpfung von Terrorismus auszuarbeiten. So wurde u. a. beschlossen, die Abhörkapazitäten für die Satellitenkommunikation zu erweitern und zu konzentrieren. Die Anzahl der Empfangsanlagen („Schüsseln“) des MIVD wurde erheblich erweitert, dadurch war der Dienst in der Lage ein deutlich höheres Volumen an Kommunikationsdaten abzufangen und auszuwerten. Die Zusammenarbeit und der Austausch der hier gewonnenen Erkenntnisse mit befreundeten Nachrichtendiensten weltweit war ein weiterer Aufgabenbereich. Da die abgefangenen Informationen auch für die AIVD von besonderem Interesse waren, wurde 2003 beschlossen, eine neue Organisation zu gründen: die National Sigint Organization (NSO), wobei Sigint für „Signal Intelligence“ steht, d. h. Informationsgewinnung aus elektronischer Kommunikation. Die Gründung des NSO erfolgte schrittweise und wurde mit der Inbetriebnahme der neuen Abhörstation in Eibergen am 26. Mai 2007 offiziell abgeschlossen. Das NSO wurde also ursprünglich aus der Verbindungsinformationsabteilung des MIVD aufgebaut. Das NSO sollte jedoch ein unabhängiger Dienst werden, um effizienter und effektiver arbeiten zu können. Da der Verteidigungsminister selbst keinen neuen Geheimdienst einrichten kann, wurde das NSO vorläufig beim MIVD platziert, bis das Gesetz über die Nachrichten- und Sicherheitsdienst („Wet op de inlichtingen- en veiligheidsdiensten“) von 2002 geändert wurde.

## Aufgaben
Die drei Hauptaufgaben der NSO waren:
- Abfangen von Daten aus der drahtlosen Telekommunikation
- Weiterentwicklung der Abhörtechniken
- Wartung und Bereitstellung von Sigint-Abteilungen, sowohl Personal als auch Ausrüstung, auf Anfrage

Das NSO leistete dem AIVD und dem MIVD also technische Unterstützung, damit diese ihre besonderen Befugnisse in Bezug auf das Abfangen nicht kabelgebundener Telekommunikation ausüben können.
Auf Basis des Artikel 26 des Gesetzes über Geheimdienste und Sicherheitsdienste (von 2002) haben beide Dienste die Befugnis, „nicht kabelgebundene Telekommunikation mit Ursprung aus oder Ziel in andere Länder“ zu empfangen und aufzuzeichnen. Hierfür ist keine Erlaubnis des betreffenden Ministers erforderlich. Gemäß Artikel 27 können diese Daten anhand von Namen, Telefonnummern und Schlüsselwörtern durchsucht werden. Hierzu ist jedoch die Erlaubnis des betreffenden Ministers erforderlich, die jeweils auf drei Monate befristet ist. Die Erlaubnis zur Überwachung gilt auch für nicht kabelgebundene Kommunikation, bei denen sich Sender und Empfänger in den Niederlanden befinden.
Die Abhörspezialisten der NSO sollten Informationen aus dem Ausland sammeln, vor allem über klassische militärische Aktivitäten sowie über terroristische Aktivitäten, etwa der al-Qaida-Netzwerke. Die Abhörfunktionen können auch im Zusammenhang der Vorbereitung und Durchführung von Operationen des Krisenmanagements verwendet werden.

## Skandal 2013

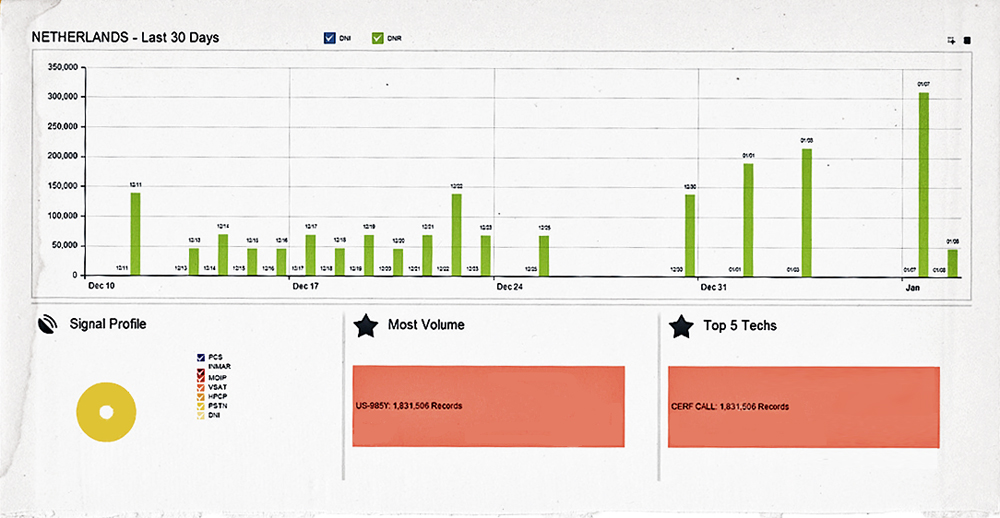
Grafik aus dem NSA-Programm Boundless Informant mit 1,8 Millionen Metadaten, die die Niederlande gesammelt und mit der NSA geteilt haben

2013 wurde bekannt, dass die NSO bis Ende 2012 1,8 Millionen Metadaten „im Zusammenhang mit der Terrorismusbekämpfung und militärischen Operationen im Ausland“ für den MIVD gesammelt und mit den Vereinigten Staaten geteilt hat. Die Zahl von 1,8 Millionen ist im Oktober 2013 im Rahmen der Edward-Snowden-Enthüllungen aus einem Diagramm hervorgegangen, von dem die Medien ursprünglich im Zusammenhang mit der Überwachung niederländischer Telefongespräche durch den US-amerikanischen Geheimdienst NSA berichteten. Der Innenminister Ronald Plasterk machte am 30. Oktober 2013 falsche Angaben zu den Urhebern der Datensammlung. So verschwieg er, dass es die eigenen Geheimdienste waren, die diese Datenmenge erfasste, speicherte und an die USA weitergab. Im Februar 2014 musste er öffentlich zurückrudern und sich anschließend einem Misstrauensvotum stellen, welches er aber knapp überstand.

## Organisation
Logistisch gesehen war das NSO Teil des MIVD, wurde jedoch von der gemeinsamen Commissie Gezagsmatige Aansturing (CGA) verwaltet, die sich aus dem Vorstand des MIVD und der Spitze des AIVD zusammensetzte. 2007 arbeiteten 120 Menschen bei der NSO.
Die von den Überwachungsstationen erhaltenen Informationen wurden zunächst vom 1996 gegründeten Strategisch Verbindingsinlichtingen Centrum (SVIC) analysiert, das sich bis 2005 auf dem Gelände des Marine Etablissement Amsterdam in Kattenburg befand. Danach wurde das Zentrum in das Hauptquartier des MIVD in der Frederik-Kaserne in Den Haag verlegt.
Für die Verarbeitung abgefangener Daten verfügt MIVD über eigene Fachkenntnisse in den Bereichen Linguistik, Kryptographie, Signalforschung, Inhaltsanalyse und technischer Support. Die Daten wurden jedoch auch der AIVD in mehr oder weniger roher Form zur Verfügung gestellt.

## Abhörstationen
Um die drahtlose Kommunikation abzufangen, verfügte das NSO über zwei Überwachungsstationen: Burum in Westfriesland zum Abfangen des Satellitenverkehrs und Eibergen in der Provinz Gelderland zum Abfangen des Hochfrequenzfunkverkehrs. Eine dritte Funküberwachungsstation befindet sich seit 1968 in Eemnes (Provinz Utrecht). Das NSO verfügte auch über Personal und Ausrüstung an Standorten im Ausland.

### Bodenstation Burum
Die Abhörstation für die Satellitenkommunikation befindet sich (zurzeit noch) in Burum in Friesland und wurde am 6. September 2005 in Betrieb genommen. Diese Station war der Nachfolger der ehemaligen Bodenstation im nahen Zoutkamp, wo seit Ende der 1970er Jahre zwei Satellitenschüsseln standen, um die kommerziellen Satelliten von Intelsat abzuhören. Nach Einwänden der Anwohner beschloss das Verteidigungsministerium, diese Satelliten-Bodenstation nicht zu erweitern und sie wurde am 1. Januar 2008 außer Betrieb genommen.
Man fand auf dem Gelände der 1973 errichteten Satellitensendestation It Grutte Ear nordwestlich von Burum einen neuen Platz. 2005 wurde mit dem Bau einer neuen und größeren NSO-Bodenstation begonnen (offizieller Name: Satelliet Grondstation Burum, abgekürzt: SGS NSO) mit zwei große 18-Meter-Satellitenschüsseln, neun kleinere Schüsseln mit 11 Meter Durchmesser, vier sogenannte „Waffeleisen“ mit einem Durchmesser von vier Metern und den dazugehörigen Gebäuden. Sieben Anlagen fangen die Kommunikation über Intelsat-Satelliten ab und acht kommunizieren über Inmarsat-Satelliten. Die neue Bodenstation wurde ab Ende 2006 schrittweise in Betrieb genommen.

### Bodenstation Eibergen
Eine zweite Überwachungsstation der NSO befand sich an der Militärbasis Kamp Holterhoek bei Eibergen in Achterhoek, wo seit 1967 das Verbindungsbataillon 898 die Telekommunikation des ehemaligen Ostblocks überwachte. 1998 fusionierte dieses Bataillon mit der Verbindungsgruppe 1 der Koninklijke Luchtmacht Alphen und einem Teil des Marine Inlichtingendienst (das technische Informationsverarbeitungszentrum) aus Eemnes zum neuen Operationeel Verbindings-Inlichtingen Centrum (OVIC), das in Eibergen gegründet wurde. 1997 wollte das Verteidigungsministerium auf dem Gelände von Kamp Holterhoek drei 95 Meter hohe Masten und drei weitere, je 75 Meter hohe, Masten auf dem Gelände platzieren zwischen denen Antennendrähte in kuppelförmiger Form gespannt waren. Zur Erleichterung der Anwohner schienen 2003 vier kreisförmige Bereiche mit zusammen 12 Stabantennen von 15 Metern Höhe ausreichend zu sein. Seit 2007 hat die NSO den Hochfrequenzfunkverkehr abgefangen, mit dem beispielsweise die Kommunikation von Militärregimen auf der ganzen Welt überwacht werden kann. Berichten zufolge arbeiten Dutzende von Spezialisten im Verwervingscentrum (Auswertungszentrum) Eibergen (VC Eibergen), welche sich hauptsächlich mit der Interpretation der abgefangenen Informationen befassen.

### Triangulationsanlage Eemnes
Im Osten des Dorfes Eemnes befindet sich die Radioempfangsstation der Koninklijke Marine. Dies wurde vom Geheimdienst der Marine (MARID) und später vom Military Intelligence Service (MID) und vom Militaire Inlichtingen- en Veiligheidsdienst (MIVD) verwaltet. Die Station wurde seit 2006 von der NSO verwaltet und seit 2014 von der JSCU. Hinter dem Gelände befindet sich ein kreisförmiges Antennenfeld, das aus zwölf Masten besteht. Dies wird für Zwecke der automatisierten Triangulation verwendet (siehe auch Funkpeilung).

## Auflösung
Am 15. Juni 2014 ist die NSO in der neuen Organisation Joint Sigint Cyber Unit (JSCU) aufgegangen. Die Gründung der neuen Organisation wurde seit 2012 von einem gemeinsamen Team aus AIVD und MIVD unter dem Namen Project Symbolon vorbereitet. Die JSCU zielt darauf ab, sogenannte Cyberspace-Angriffe abzuwehren und, wie bisher, den Funk- und Satellitenverkehr zu belauschen. Dies beinhaltet auch eine enge Zusammenarbeit mit den Abhördiensten ausländischer Verbündeter.
Die Überwachung erlaubte im Prinzip nur das Abfangen von nicht kabelgebundener Kommunikation, da zum Zeitpunkt der Ausarbeitung dieses Gesetzes der gesamte internationale Verkehr gleichzeitig über drahtlose Verbindungen erfolgte. Heute führen die meisten Verbindungen über Erd- und Unterwasserkabel, die jedoch viel schwieriger zugänglich sind. Im Jahr 2011 sprach der Kontrollausschuss für die Nachrichten- und Sicherheitsdienste (CTIVD) der niederländischen Regierung eine Empfehlung aus, in der er unter anderem dazu riet, zu untersuchen, ob die Dienste eine breitere Befugnis zum Abfangen von Telekommunikation über Kabel erhalten sollten. Das entsprechende Gesetz aus dem Jahr 2002 sei „etwas veraltet“. Daraufhin verlangte die Zweite Kammer der Generalstaaten, das Unterhaus des Parlaments, eine Evaluierung. Mit diesem Auftrag wurde im Februar 2013 die unabhängige Dessens-Kommission gegründet, benannt nach einem leitenden Direktor des niederländischen Justizministeriums Dr. C.W.M. Dessens, die am 2. Dezember desselben Jahres ihren Bericht vorlegte. Die Kommission empfahl, künftig auch das ungezielte Abhören und Aufzeichnen leitungsgebundener Telekommunikation zu erlauben.
Noch bevor die Untersuchung der Dessens-Kommission veröffentlicht wurde, wurde im November 2013 bekannt gegeben, dass das Verteidigungsministerium bereits bei der israelischen Firma NICE Systems Geräte im Wert von 17 Millionen Euro bestellt hatte, um auch kabelgebundenen Telefon- und Internetverkehr in großem Umfang zu empfangen und zu verarbeiten. Unter dem Namen Projekt Argo II sollen. diese Geräte ab 2014 verwendet werden, um „Informationen von Kommunikationswegen geheimdienstlich zu verwerten“, sagte Innenminister Plasterk.